# Яйцеклетка

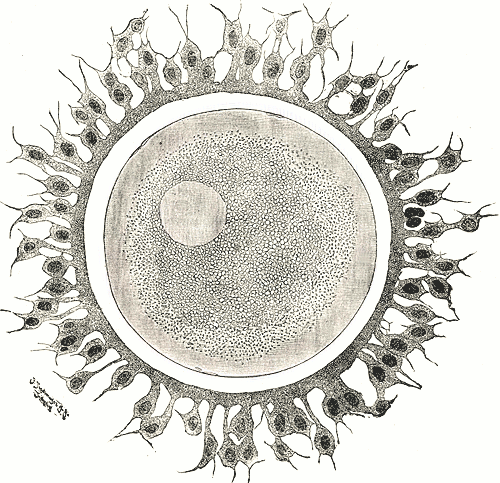
Рисунок яйцеклетки человека

Яйцекле́тка (лат. ovum) — женская гамета человека, животных, высших растений, а также многих водорослей и других протистов, которым свойственна оогамия. Как правило, яйцеклетки — гаплоидные клетки, но могут иметь другую плоидность у полиплоидных организмов, а также при партеногенезе, когда яйцеклетки образуются у диплоидных организмов в результате митоза.
В цитоплазме яйцеклеток (ооплазме) содержатся совокупность питательных веществ — желток.
Человеческая яйцеклетка имеет диаметр примерно 130 мкм, что превышает размеры большинства несинцитиальных клеток человеческого тела (при этом многоядерные клетки поперечнополосатых мышц и даже крупные нейроны вместе с аксоном во много раз больше яйцеклетки).
Яйцеклетки образуются в результате оогенеза. После оплодотворения из оплодотворенной яйцеклетки (зиготы) развивается эмбрион. При партеногенезе эмбрион, а затем новый организм развивается из неоплодотворённой яйцеклетки.

## Классификация яйцеклеток

### По количеству желтка[2]
- Полилецитальные — содержат большое количество желтка (членистоногие, рептилии, птицы, рыбы, кроме осетровых).
- Мезолецитальные — содержат среднее количество желтка (осетровые рыбы, амфибии).
- Олиголецитальные — содержат мало желтка (большинство червей, моллюсков, иглокожих).
- Алецитальные — не содержат желтка (плацентарные млекопитающие, а также некоторые беспозвоночные, например первичнотрахейные).

### По расположению желтка
|  |  |

- Телолецитальные — желток смещён к вегетативному полюсу яйцеклетки. Противоположный полюс называется анимальным. Сюда относятся некоторые полилецитальные (рыбы, кроме осетровых, рептилии, птицы) и все мезолецитальные яйца (осетровые рыбы, амфибии).
- Плазмолецитальные — неравномерно распределённый желток не обособлен от цитоплазмы. Например, у ланцетников, миног костных гоноидов осетровых и двудышащих рыб.
- Гомо (изо)- лецитальные — желток распределён равномерно. Сюда относятся олиголецитальные яйца (моллюски, иглокожие, млекопитающие).
- Центролецитальные — желток расположен в центре яйцеклетки. Сюда относятся некоторые полилецитальные яйца (членистоногие). Это совершенно особый тип яиц. Анимально-вегетативная полярность этих яиц не выражена, так как место выделения редукционных телец может быть различным. Вместо анимального и вегетативного полюсов у этих яиц говорят о переднем и заднем полюсах. В центре яйца расположено ядро, а по периферии — ободок свободной от желтка цитоплазмы. Оба этих района — центр и периферия яйца — связаны тонкими цитоплазматическими мостиками, а всё промежуточное пространство заполнено желтком.

## Оболочки яйцеклеток
- Первичные — производные цитоплазматической мембраны. В частности, у млекопитающих эта оболочка называется блестящей (zona pellucida).
- Вторичные (лучистый венец) — состоят из фолликулярных клеток.
- Третичные — образуются во время прохода по яйцеводу. Могут окружать несколько яйцеклеток, создавая защитный яйцевой кокон.